# بمب‌گذاری ۲۰۱۸ کویته
بمب‌گذاری ۲۰۱۸ کویته در روز جمعه ۱۳ ژوئیه توسط یک نفر در گردهمایی انتخابات پارلمانی پاکستان رخ داد. در این بمب‌گذاری انتحاری دست‌کم ۱۴۹ نفر کشته و بیش از ۱۸۶ نفر زخمی شدند.

## شرح حادثه
در روز جمعه ۱۳ ژوئیه ۲۰۱۸ در آستانه برگزاری انتخابات پارلمانی پاکستان که قرار است روز ۲۵ ژوئیه ۲۰۱۸ برگزار شود، بمبی توسط یک فرد انتحاری در یک گردهمایی که در شهر کویته، مرکز ایالت بلوچستان، برگزار شده بود، منفجر شد.
انفجار دیگری در همین روز در شهر بنو در شمال شرقی پاکستان در یک تجمع انتخاباتی دیگر کمی پیش از انفجار در کویته رخ داد.

## تلفات
در این انفجار بیش از ۱۴۹ نفر جان خود را از دست دادند و دست‌کم ۱۸۶ نفر زخمی شده‌اند. یکی از نامزدهای حزب عوامی بلوچستان نیز در این انفجار کشته شده‌است. به دلیل شدت انفجار احتمال بالا رفتن تعداد قربانیان خواهد بود.
همچنین بر اثر انفجار در شهر بنو ۵ نفر کشته و ۳۷ زخمی شدند.

## مظنونین
داعش مسئولیت این انفجار را بعهده گرفته‌است.

## پیشینه
سه شنبه شب ۱۰ ژوئیه ۲۰۱۸ در پیشاور ۲۱ نفر در یک انفجار انتحاری در یک گردهمایی انتخاباتی دیگر کشته شدند. مسئولیت این انفجار را طالبان پذیرفت.